# Arjun Narasingha K.C.
Arjun Narasingha K.C. (Nepali: अर्जुन नरसिंह केसी) (* 27. September 1947), auch bekannt als ANKC, ist ein nepalesischer Politiker und ehemaliger Professor, der derzeit als Parlamentsabgeordneter (MP) aus Nuwakot fungiert und die nepalesische Kongresspartei vertritt.[1] KC war fünf Mal Minister in verschiedenen Koalitionsregierungen mit den Ressorts Bildung, Gesundheit, Wohnen und Raumplanung sowie Stadtentwicklung. Zuletzt war er von 2016 bis 2017 Minister für Stadtentwicklung im zweiten Dahal-Kabinett. KC wurde insgesamt viermal aus seinem Wahlkreis Nuwakot in die nationale Legislative gewählt.

## Biografie
KC hat einen Master-Abschluss in Politikwissenschaft von der Tribhuwan University, Kathmandu, Nepal. Vor seinem Eintritt in die Politik war er Professor und Leiter der Abteilung für Politikwissenschaft an der Tribhuvan-Universität sowie praktizierender Anwalt.

## Politische Laufbahn

### Minister für Stadtentwicklung (2016–2017)
Im August 2016 wurde K.C. zum Minister für Stadtentwicklung in der Regierung von Premierminister Pushpa Kamal Dahal ernannt. Während seiner Amtszeit setzte er sich für nachhaltige Urbanisierung und die Umsetzung von Infrastrukturprojekten ein. Im selben Jahr schrieb er das Vorwort zum nationalen Bericht Nepals für die UN-Konferenz Habitat III.

### Mitglied des Repräsentantenhauses (seit 2022)
Bei den Wahlen 2022 wurde K.C. als Abgeordneter für Nuwakot-2 gewählt. Im September 2023 machte er den Premierminister auf die Probleme der Einwohner von Banchare Danda aufmerksam, darunter Abfallwirtschaft und Infrastrukturprobleme.

## Politische Positionen
K.C. setzt sich für organisatorische Reformen innerhalb der Partei und für die Auswahl von Führungskräften auf Grundlage von Leistung und Effektivität ein. Er hat die Parteiführung unter Sher Bahadur Deuba kritisiert.